# 島田まどか
島田 まどか（しまだ まどか、1975年 - ）は日本の弁護士。専門は独占禁止法、経済連携協定（TPP、EPA、FTA）、国際取引全般、ロビイング・行政機関との協力など。

## 来歴
東京都出身。田園調布雙葉高等学校から東京大学文科一類に入学。東大文科一類時代は川人ゼミに所属。1997年 東京大学法学部第1類（私法コース）卒業。1999年 弁護士登録（第二東京弁護士会）。2005年 ニューヨーク州弁護士登録。

## 略歴
- 1997年3月：東京大学法学部第1類（私法コース）卒業。
- 1999年：弁護士登録（第二東京弁護士会）。
- 1999年：三井安田法律事務所勤務（〜2004年）。
- 2003年：ハーバード・ロースクール修了（LL.M.）。
- 2004年：Hunton & Williams 法律事務所勤務。
- 2005年：ハーバード・ケネディスクール修了（M.P.A.）。
- 2005年：ニューヨーク州弁護士登録。
- 2005年8月：西村あさひ法律事務所勤務。
- 2012年1月：西村あさひ法律事務所パートナー。
- 2013年：経済産業省産業構造審議会臨時委員（通商・貿易分科会不公正貿易政策・措置調査小委員会）。
- 2015年：経済産業省企業の機密情報の管理手法等に係るマニュアル（秘密情報保護 ハンドブック）の策定に向けた研究会委員[2]。

## 著作

### 共著
- （村上政博（編集）、内田晴康（編集）、石田英遠（編集））『条解 独占禁止法』（弘文堂、2014年12月）

### 論文
- （（「デジタルエコノミーの進展で問われる競争法の役割 海外における濫用規制の考え方」））『ビジネス法務 2020年7月号』（中央経済社、2020年5月）

## 受賞
- 「2016年に活躍した弁護士ランキング」（日本経済新聞社、2016年12月）